# Radu VI Bădica
Radu VI Bădica (... – 19 gennaio 1524) fu voivoda (principe) di Valacchia dall'8 novembre 1523 ai primi mesi del 1524.

## Biografia
Figlio di Radu IV cel Mare della dinastia Drăculești, Radu Bădica contese il trono di Valacchia a Vladislav III Dănești che aveva strappato il regno al fratellastro di Radu VI, Radu V de la Afumați. Il sultano Solimano il Magnifico (1520-1566), già alleato di Vladislav contro Radu V, preferì congelare il conflitto in Valacchia riconoscendo entrambi i contendenti quali legittimi sovrani. Ai primordi del 1524, i turchi liberarono Radu V e lo mandarono in Valacchia a riprendersi il trono dal fratello.